# Ходосівський дуб
«Ходосівський дуб» — ботанічна пам'ятка природи місцевого значення. 
Об’єкт розташовується в адміністративних межах Ходосівської сільської ради Києво-Святошинського району на території Хотівського лісництва ВП НУБПУ «Боярська лісова дослідницька станція» виділ 20, квартал 61. 
Створено рішенням 5 скликання Київської обласної ради № 391-21-V від 12 грудня 2008 р.  Наукове обґрунтування створення заказника підготовлено експертами Ukrainian Nature Conservation Group.
Пам’ятка природи є старовіковим екземпляром дуба звичайного віком щонайменше 250 років.

## Галерея

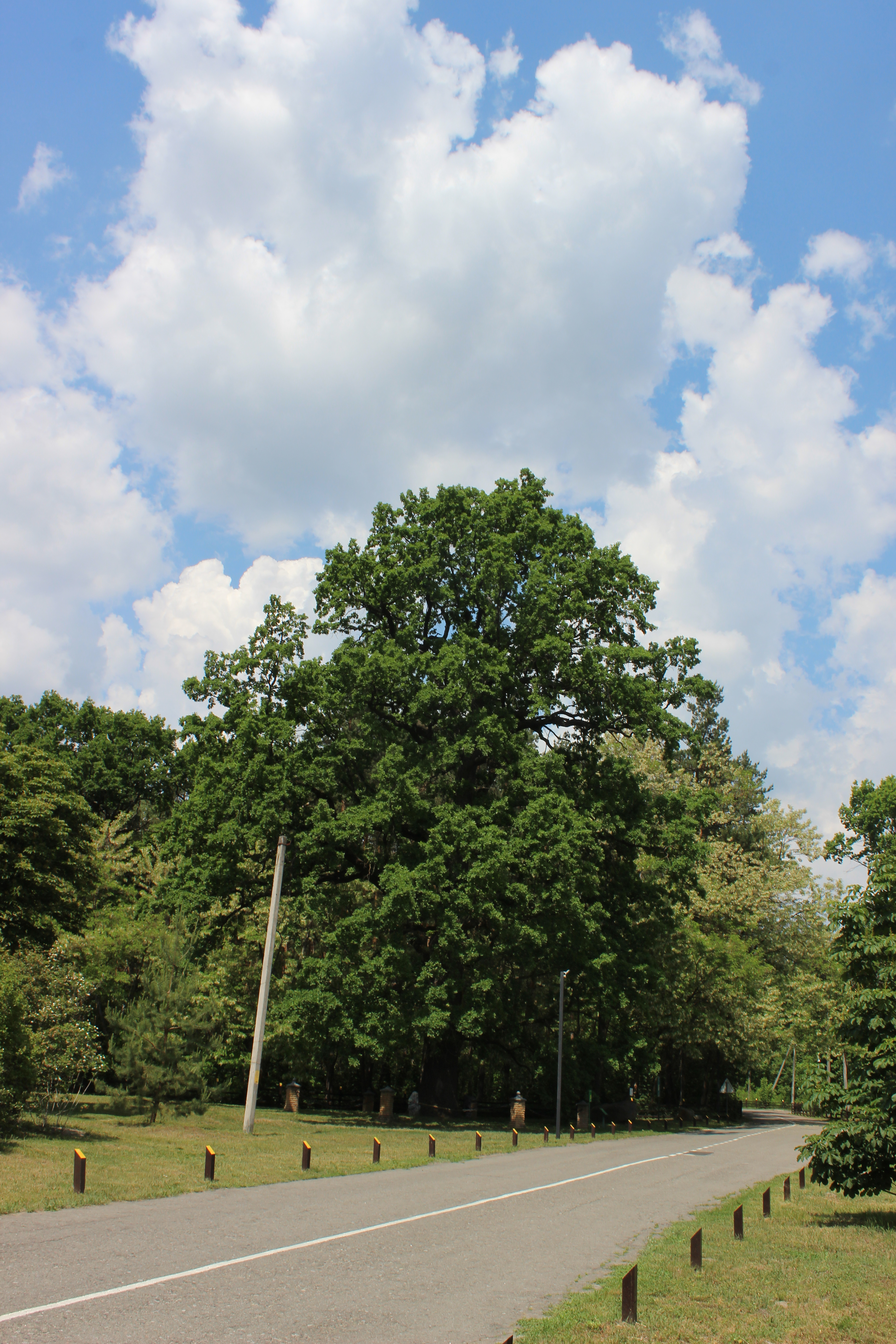
Стан на 2017 рік
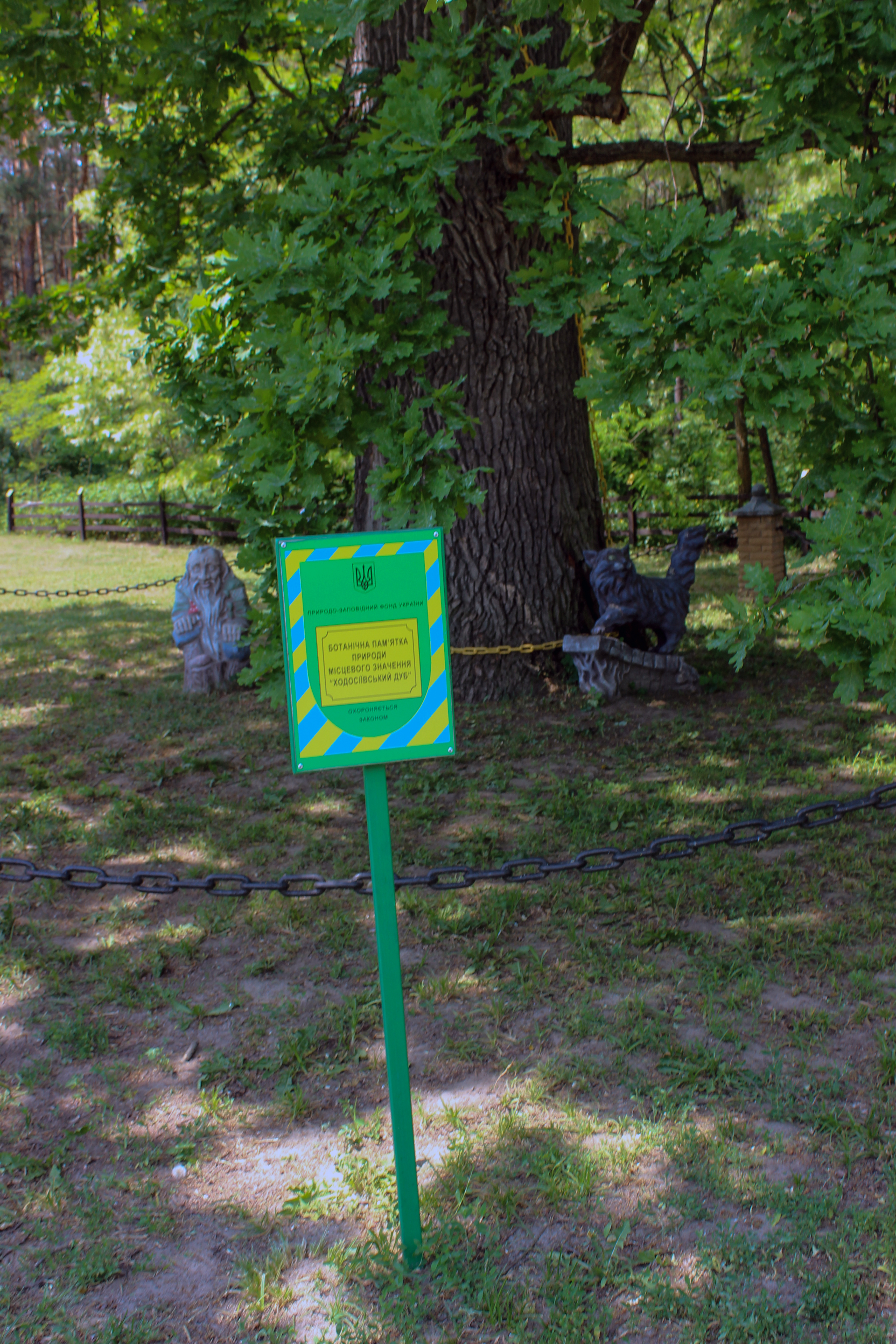
Охоронна табличка
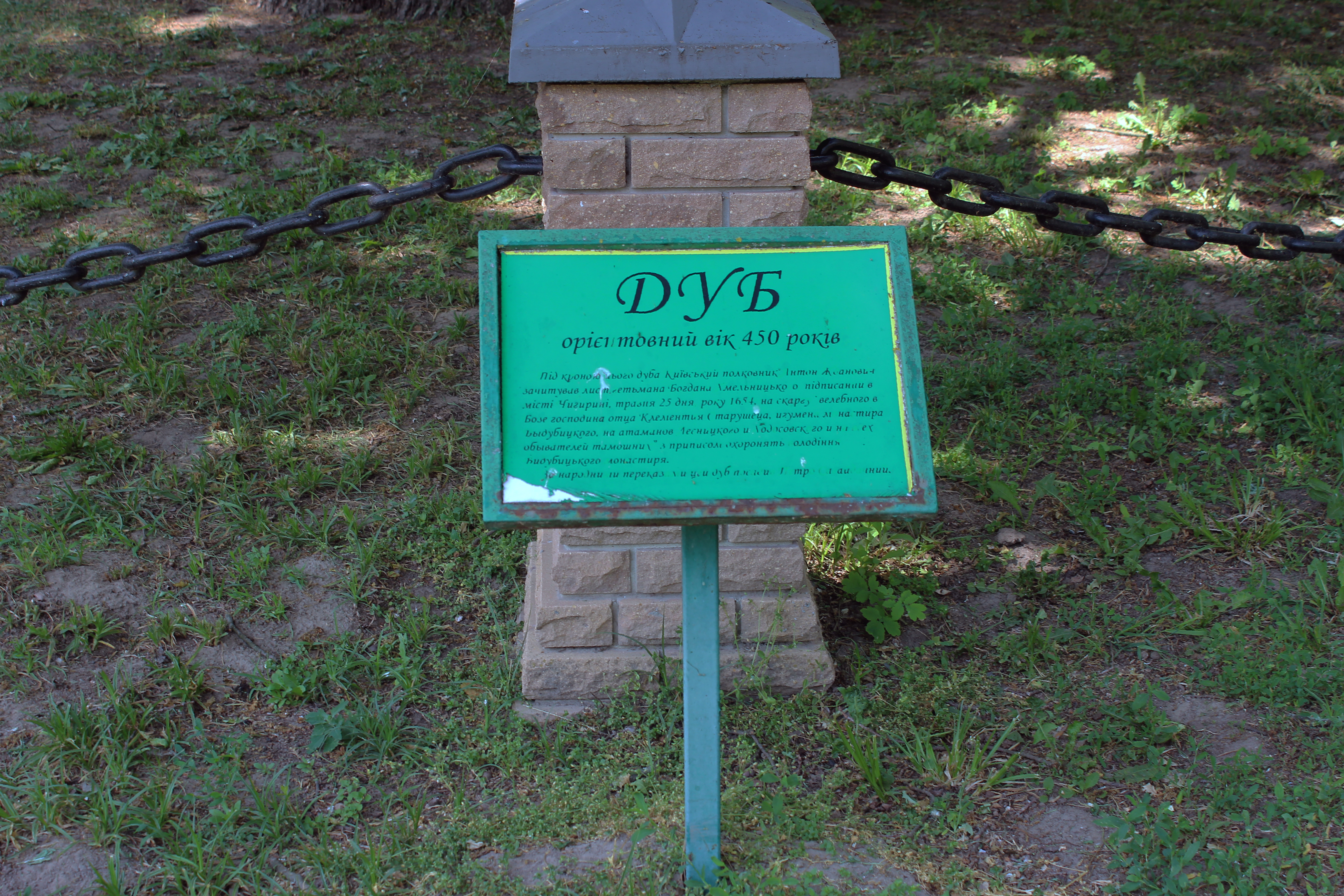
Фольк хісторі
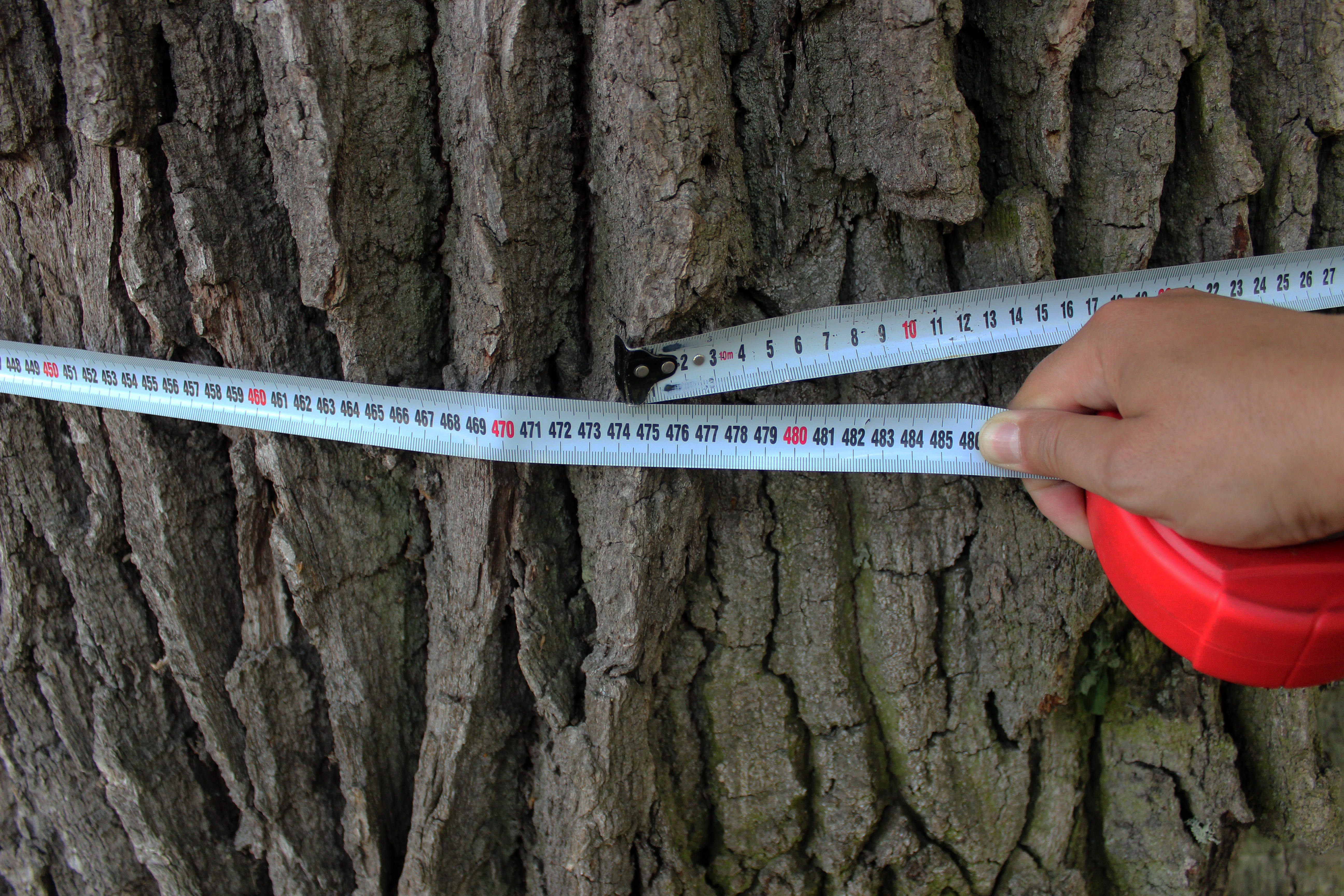
Об'єм
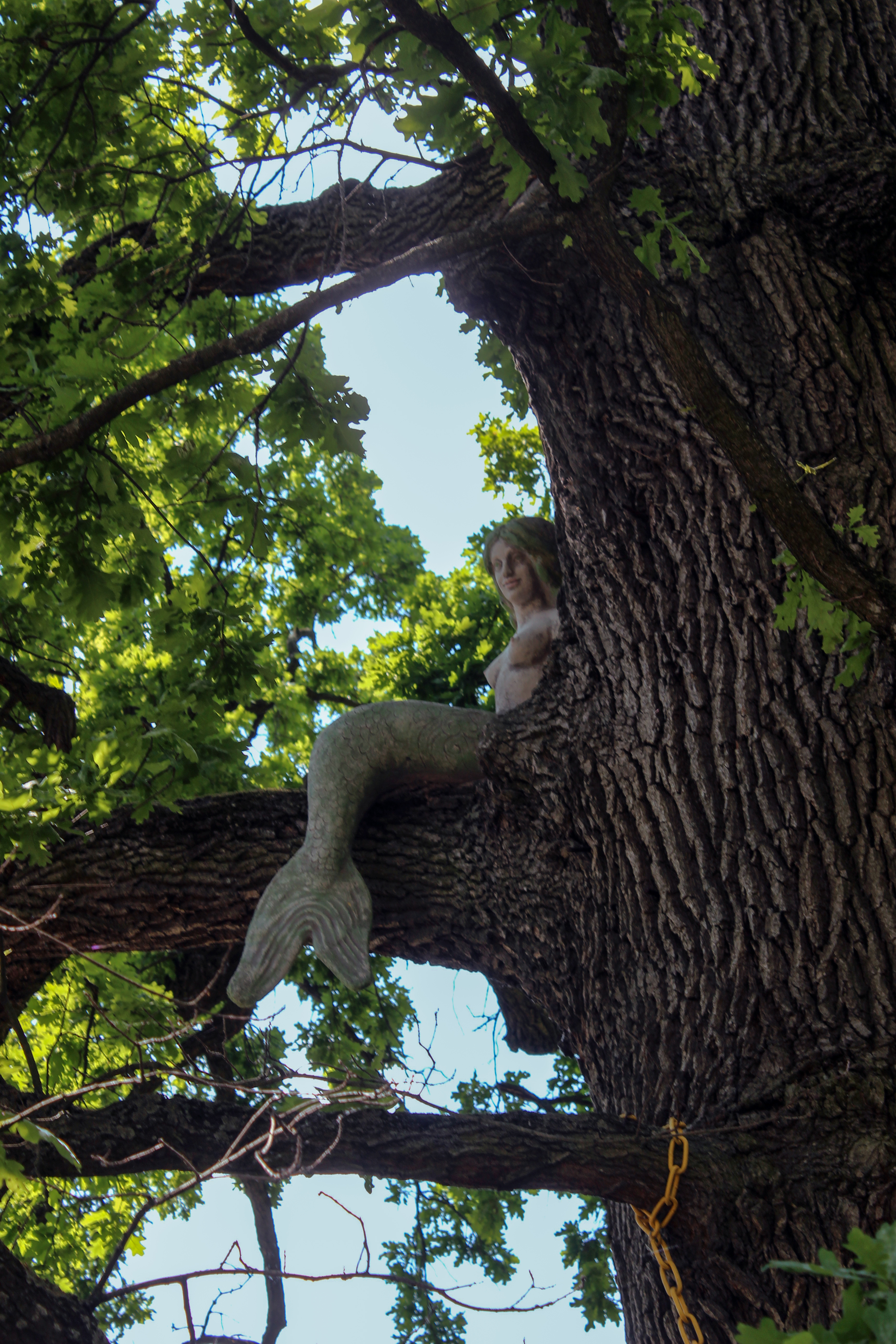
Русалка
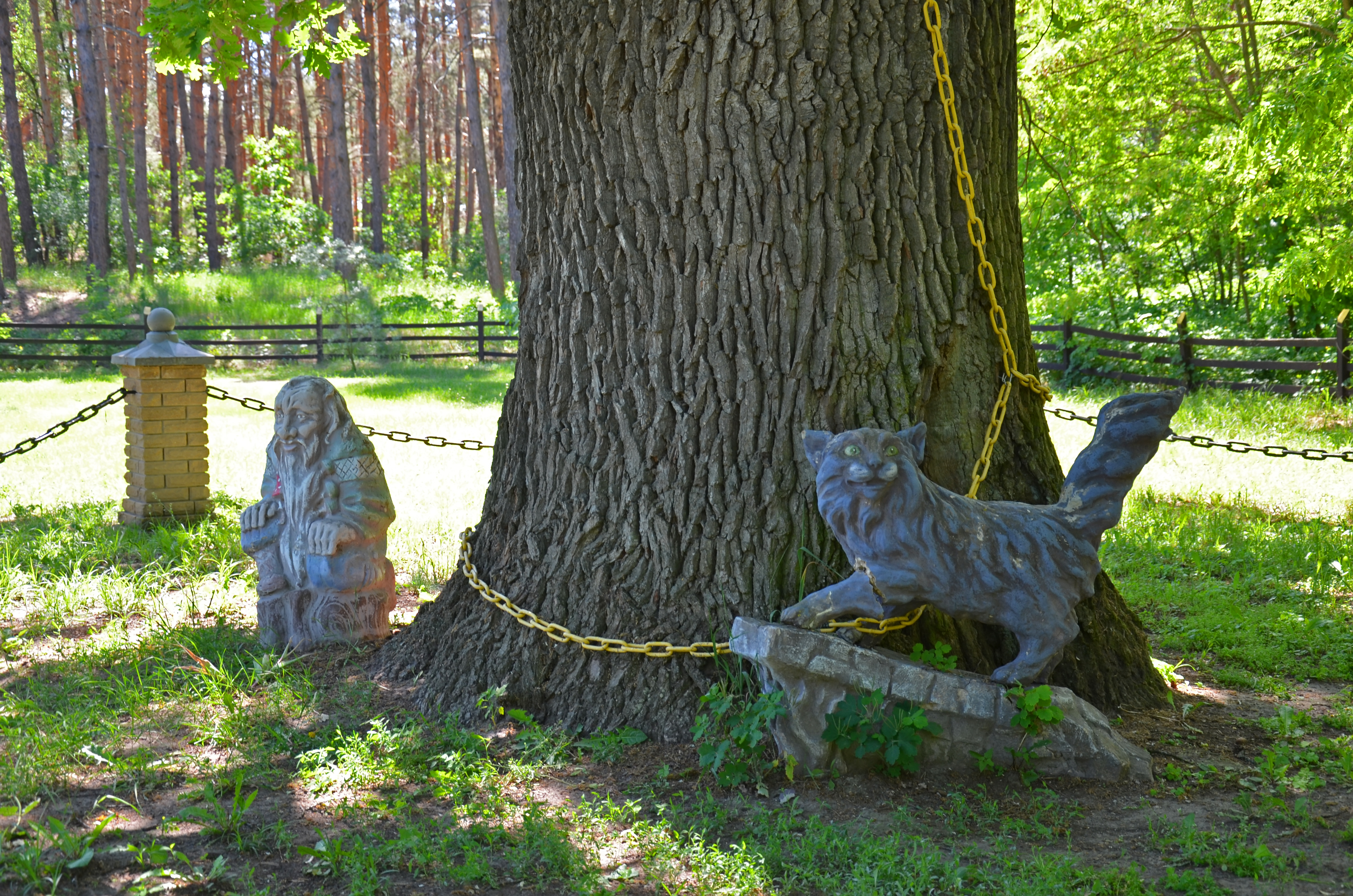
Кіт учений